# Philip R. Davies
Pour les articles homonymes, voir Phil Davies et Davies.
Philip R. Davies (né le 20 avril 1945 et décédé le 31 mai 2018) est un professeur émérite de l'Ancien Testament à l'université de Sheffield (Angleterre),. À la fin des années 1990, il devient directeur du Centre d'Étude des Manuscrits de la mer Morte. Il est aussi éditeur et directeur éditorial de la Sheffield Academic Press. Il est l'auteur de nombreux articles et livres sur l'histoire antique d'Israël en particulier Scribes and Schools (1998). Il a promu la théorie de la mémoire culturelle. Lui et David Clines sont connus pour éditer le Journal d'Études de l'Ancien Testament (Journal for the Study of the Old Testament) et ses suppléments.

## Œuvre

### Travaux remarquables
- (en) 1QM : the War Scroll from Qumran : Its Structure and History, Rome, Biblical Institute Press, 1977
- (en) The Damascus Document, Sheffield, JSOT Press, 1982, 267 p. (ISBN 0-905774-51-5)
- (en) Cities of the Biblical World : Qumran, Cambridge, Lutterworth, 1982
- (en) Daniel, Sheffield, JSOT Press, 1985
- (en) Scribes and Schools : The Canonization of the Hebrew Scriptures, Westminster, John Knox, 1998, 232 p. (ISBN 0-664-22728-7, lire en ligne)
- (en) In Search Of « Ancient Israel », Londres et New York, T. & T. Clark Publishers, Ltd., 1992 (ISBN 0-567-08099-4)
- (en) The Complete World of the Dead Sea Scrolls, Londres, Thames & Hudson, juin 2002, 216 p. (ISBN 0-500-05111-9) (co-écrit avec George J. Brooke et Phillip R. Callaway)
- (en) Whose Bible Is It Anyway?, Londres et New York, T. & T. Clark Publishers, Ltd., 2004, 159 p. (ISBN 0-567-08073-0)

### Travaux relatifs
- (en) M. Daniel Carroll, The Bible in human society : essays in honour of John Rogerson, Sheffield, Sheffield Acad. Press, 1995, 479 p. (ISBN 978-1-85075-568-5, lire en ligne)
- (en) J. Cheryl et Stephen D. Moore, Biblical studies/cultural studies : The Third Sheffield Colloquium, Sheffield, Sheffield Academic Press, 1998, 506 p. (ISBN 978-1-85075-970-6, lire en ligne)
- (en) Alastair G. Hunter et Phillip R. Davies, Sense and sensitivity : essays on reading the Bible in memory of Robert Carroll, Londres, Sheffield Acad. Press, 2002, 480 p. (ISBN 978-0-8264-6049-3)
- (en) Philip R. Davies, First person : essays in biblical autobiography, Londres, Sheffield Acad. Press, 2002, 168 p. (ISBN 978-1-84127-245-0, lire en ligne)
- (en) John Rogerson et Philip R. Davies, The Old Testament world, Londres, T & T Clark, 2007, 250 p. (ISBN 978-0-567-08488-0, lire en ligne)
- (en) Philip R. Davies, Memories of ancient Israel : an introduction to biblical history – ancient and modern, Louisville, Westminster John Knox Press, 2008, 182 p. (ISBN 978-0-664-23288-7, lire en ligne)
- (en) Tod Linafelt, Claudia V. Camp et Timothy Beal, The fate of King David : the past and present of a biblical icon, New York, T & T Clark, 2010, 313 p. (ISBN 978-0-567-51546-9)